# 李君球
李君球（?—?），唐朝齐州平陵县（今山东省济南市章丘区）人。平陵郡公李义满之子。
李君球年少任侠，涉览书籍。贞观十七年（643年），齐州都督、齐王李祐据齐州城举兵作乱，李君球与兄子李行均守卫平陵县城。事平，唐太宗听说后嘉赏他，擢升为游击将军，改平陵县为全节县。李君球补左骁卫、义全府折冲都尉。龙朔三年（663年），唐高宗将伐高句丽，李君球上疏劝谏，引用《司马法》“国虽大，好战必亡；天下虽安，忘战必危”，以秦始皇、汉武帝为戒。唐高宗没有采纳。李君球转任蔚州刺史。没有就任，改为兴州刺史。官至扬州大都督府长史。为政严肃，官民敬畏，盗贼敛迹，高宗多次下诏勉劳。当时有吐谷浑犯塞，以李君球有威重，转任为灵州都督。在官任上去世。

## 延伸阅读
[在维基数据编辑]
 在维基文库阅读此作者作品
 《舊唐書·卷185上》，出自刘昫《舊唐書》